# 小行星8487
小行星8487（英語：8487）是一颗围绕太阳公转的小行星。1989年9月29日，水野義兼、古田俊正在可儿市发现了此天体。
这颗小行星的绝对星等为107.7245446622288等。